# Бродовский, Пётр Александрович
Пётр Александрович Бродовский — советский хозяйственный, государственный и политический деятель, первый секретарь Товарковского райкома КПСС, Тульская область. Герой Социалистического Труда.

## Биография
Родился в 1914 году в Тульской губернии. Член КПСС.
С 1934 года — на хозяйственной, общественной и политической работе. В 1934—1970 гг. — на партийной и хозяйственной работе в Тульской области, первый секретарь Товарковского райкома КПСС, секретарь парткома Богородицкого территориального производственного управления, первый секретарь Богородицкого райкома КПСС.
Указом Президиума Верховного Совета СССР от 27 декабря 1957 года удостоен звания Героя Социалистического Труда «за выдающиеся успехи в работе по увеличению производства и сдачи государству сельскохозяйственных продуктов» с вручением ордена Ленина и золотой медали Серп и Молот.
Избирался депутатом Верховного Совета РСФСР 5-го созыва.
Умер в Богородицке в 1970 году.
Семья
Дети:
- Валерий (работал директором шахты в Богородицком районе)
- Юрий (работал главным инженером завода «Ресурс»)

Память
Именем Петра Бродовского 26 октября 1982 года была названа улица в городе Богородицке, которая до этого носила название Зелёная.